# Le Crépuscule du matin

Le Crépuscule du matin est un poème de Charles Baudelaire publié dans la section Tableaux parisiens des Fleurs du mal, éditions de 1857 et de 1861.
Il s'agit du dernier poème des Tableaux parisiens. Le titre est à rapprocher de Le Crépuscule du soir, 10e poème de la même section. Il y a bien une volonté du poète d'établir un parallélisme entre ces deux textes.